# Bacolod
Thành phố Bacolod là tỉnh lỵ và là thành phố của tỉnh Negros Occidental, nó nổi tiếng vì có MassKara Festival tổ chức vào tháng 10 hằng năm và có cư dân thân thiện, do đó thành phố có biệt danh là "Thành phố của những nụ cười". Thành phố có diện tích 161,45 km², dân số 561.875 (2015) có 61 barangay.

## Sơ lược thông tin
Bacolod là một hải cảng lớn và có các chuyến phà hàng ngày đến Thành phố Iloilo. Đi bằng ca nô từ Bacolod đến Manila mất 20 giờ và đến Cebu mất 7 giờ. Sân bay nội địa Bacolod cách trung tâm thành phố 4 km và mất khoảng 45 phút đến Manila, bay đến Cebu mất 30 phút. Bacolod có địa hình bằng phẳng với độ nghiêng địa hình về phía biển 0,9% đối với nội ô và 5% đối với ngoại ô. Thành phố ở trên độ cao 10 m so với mực nước biển với Bacolod City Public Plaza là mốc chuẩn. Bacolod có hai mùa mưa và khô. Mùa mưa bắt đầu từ tháng 5 đến tháng 1 năm sau với giai đoạn mưa nặng nhất là tháng 8 và tháng 9. Thành phố là cửa ngõ vào các thành phố và thị xã nhiều mía đường của tỉnh. Thành phố có Sân vận động Panaad có 15.500 chỗ nhưng có thể chứa 20.000 người ở các khu vực đứng. Cùng với các xa lộ, các trang trại mía đường là những cảnh điển hình. Ở đây cũng trồng dừa, lúa. Cư dân ở đây làm nghề nuôi gia cầm, đánh cá và làm gốm.

## Lịch sử
Tên gọi thành phố có nghĩa có nghĩa là "đồi đá", thành phố được thành lập năm 1770 trên một khu vực đồi đá, ngày nay là một huyện của...

## Các sự kiện
Bacolod là một trong những thành phố tổ chức SEA Games 23 từ 20 tháng 11 đến 4 tháng 12 năm 2005. Các môn tổ chức ở đây bao gồm: quyền Anh, bóng chuyền trong nhà, bóng chuyền bãi biển, cử tạ và bóng đá nam. Đây cũng là nơi tổ chức Tứ kết cúp châu Á 2006 và lễ hội Maskara Festival hàng năm.
Theo nghiên cứu mới đây của Asian Institute of Management, Thành phố Bacolod xếp hạng đầu trong danh sách "Thành phố đô thị hóa cao thân thiện với kinh doanh nhất" và số 1 về hạ tầng cơ sở, chi phí kinh doanh và chi phí sinh hoạt, trên các thành phố đô thị hóa cao khác của Philippines như Iloilo, Naga, Cagayan de Oro...
Bacolod cũng nhận được giải từ ANVIL (một cơ quan khen thưởng của Philippines) vì thi hành pháp luật có thể tăng tốc quá trình nộp đơn đăng ký kinh doanh và thanh toán thuế.